# (2789) Foshan
(2789) Foshan es un asteroide perteneciente al cinturón de asteroides descubierto por el equipo del Observatorio de la Montaña Púrpura desde el observatorio homónimo de Nankín, China, el 6 de diciembre de 1956.

## Designación y nombre
Foshan fue designado inicialmente como 1956 XA.
Más tarde, en 1989, se nombró por la ciudad china de Foshan.

## Características orbitales
Foshan está situado a una distancia media de 2,227 ua del Sol, pudiendo acercarse hasta 1,861 ua y alejarse hasta 2,593 ua. Su inclinación orbital es 3,815 grados y la excentricidad 0,1644. Emplea 1214 días en completar una órbita alrededor del Sol.

## Características físicas
La magnitud absoluta de Foshan es 13,4. Está asignado al tipo espectral S de la clasificación SMASSII.